# قرة قصاب
قرة قصاب هي قرية في مقاطعة نقدة، إيران. يقدر عدد سكانها بـ 733 نسمة بحسب إحصاء 2016.